# Ballastbed

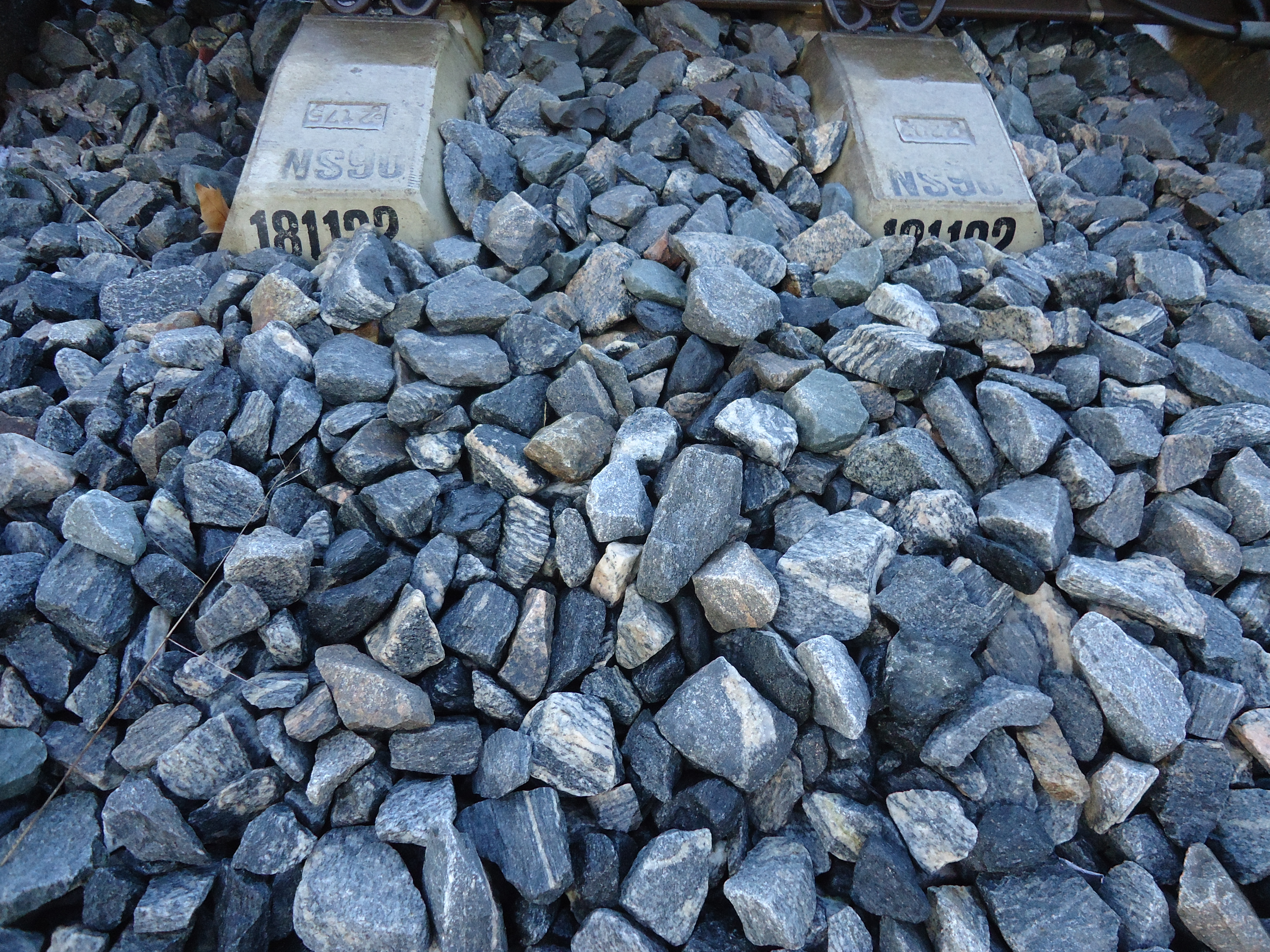
Betonnen dwarsliggers in de ballast

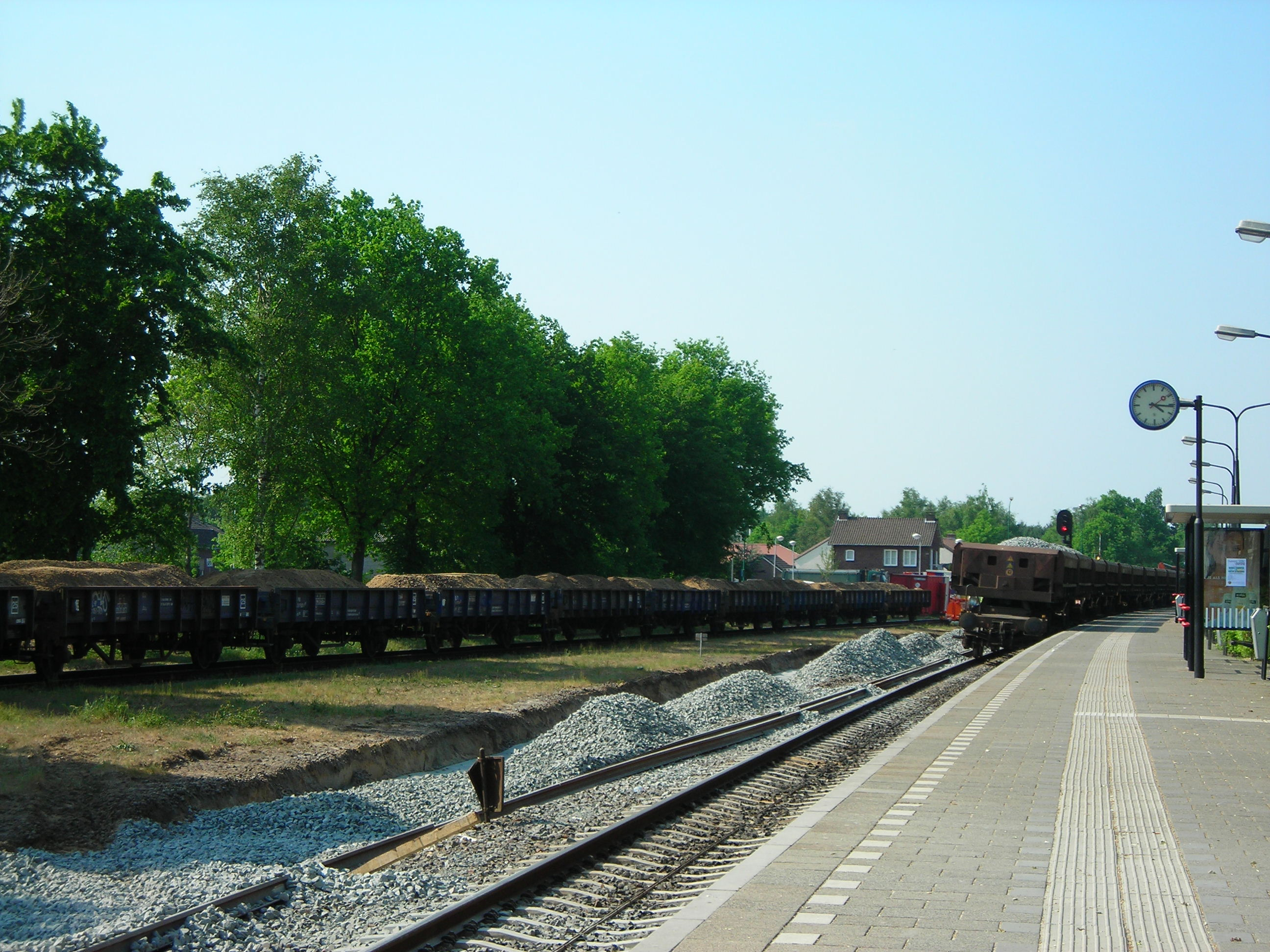
Een nieuw ballastbed wordt geplaatst op Station Boxmeer.

Het ballastbed is een lichaam van steenslag, waarin de dwarsliggers van een spoorweg zijn ingebed. Het ballastbed zorgt voor stabiliteit, het dempen van de trillingen en voor de afvoer van overtollig regenwater. Bij een denivellatie of verzakking van de spoorlijn kan het ballastbed met behulp van speciale machines opgehoogd worden.
Bij ballastloos spoor worden de spoorstaven direct bevestigd aan een betonnen constructie.

## Soorten ballast
In Nederland zijn grofweg drie verschillende soorten ballast aanwezig: 
- Steenslag 31,5/50 mm: een gebroken stollingsgesteente of sedimentair gesteente. Deze steenkorrels zijn tussen 31,5 en 50 mm in doorsnede.
- Steenslag 21/40 mm: deze steensoorten als hierboven, maar dan met kleinere doorsneden. Wordt vooral toegepast op emplacementssporen, aangezien hier vaker wordt gelopen en kleinere stenen beter te bewandelen zijn.
- Grind 21/40 mm: werd vroeger als ballast toegepast. Voornamelijk afkomstig uit de Maas. Kiezel is erg hard en gaat daardoor langer mee. De ronde structuur van de steensoort zorgt echter wel voor een sneller verschuiving van het spoor en voor spoorspatting.